# Mark Leduc
Mark Leduc (Toronto, 4 mei 1962 – aldaar, 22 juli 2009) was een Canadees bokser.
Leduc liep op zijn vijftiende jaar weg van huis en raakte na een overval op een juwelierszaak in de gevangenis. Daar vielen zijn bokstalenten op bij een gevangenisbewaker. Hij won voor Canada een zilveren medaille tijdens de Olympische  Zomerspelen 1992. Nog hetzelfde jaar werd hij beroepsbokser, maar kende slechts een beperkt succes en stopte reeds het jaar daarop.
Hij raakte nadien vooral bekend, doordat hij in 1994 openlijk uitkwam voor zijn homoseksualiteit in de tv-documentaire For the Love of the Game. Hij was een van de weinige boksers die dit deed. 
Hij werkte na zijn loopbaan als bokser bij een stichting voor mensen met aids in Toronto. Later werd hij decorbouwer en arbeider in de filmindustrie. Mark Leduc overleed op 47-jarige leeftijd. Hij was in elkaar gezakt na een bezoek aan een sauna, en artsen meenden dat zijn overlijden mogelijk het gevolg was van ernstige hyperthermie.

## Boksresultaten als amateur
- Score: 158-26
- Won een zilveren medaille voor Canada op de Olympische Zomerspelen 1992 (halfweltergewicht)

### Olympische resultaten
- verslaat Godfrey Wakaabu (Oeganda) 9-2
- verslaat Dillon Carew (Guyana) 5-0
- verslaat Laid Bouneb (Algerije) 8-1
- verslaat Leonard Dorin (Roemenië) 13-6
- verliest van Héctor Vinent (Cuba) 1-11